# Henry Neijhorst
Henry Roëll Neijhorst (7 januari 1940) is een Surinaams politicus.

## Biografie
Neijhorst studeerde in Amsterdam, waar hij lid was van de Vereniging Ons Suriname. Na zijn studie keerde hij terug naar Suriname. Hij werd directeur van de Surinaamse Postspaarbank.
Na de Sergeantencoup werd Neijhorst per 15 maart 1980 minister van Financiën in de regering-Chin A Sen, hoewel hij geen binding had met een politieke partij. Reeds op 15 augustus van dat jaar werd de samenstelling van het kabinet herzien, waarbij Neijhorst zijn ministerschap kwijt raakte en André Haakmat vicepremier en minister van onder andere Buitenlandse Zaken en Justitie werd (tot 6 januari 1981).

Vanaf 31 maart 1982 stond hij aan het hoofd van het kabinet-Neijhorst.